# Іссіага Сілла
Іссіага Сілла (фр. Issiaga Sylla, нар. 1 січня 1994, Конакрі) — гвінейський футболіст, лівий захисник французького клубу «Монпельє» і національної збірної Гвінеї.

## Клубна кар'єра
Народився 1 січня 1994 року в місті Конакрі. Вихованець футбольної школи клубу «Гороя». Дорослу футбольну кар'єру розпочав 2011 року в основній команді того ж клубу.
Наступного 2012 року перспективний захисник перебрався до Франції, уклавши контракт з «Тулузою», в якій вже по ходу сезону 2013/14 став основним виконавцем на позиції лівого оборонця. Згодом втратив місце в основі тулузців і сезон 2015/16 провів в оренді в «Газелеку», новачку і одному з аутсайдерів французької Ліги 1. Повернувшись з оренди, знову став основним лівим захисником «Тулузи».
Сезон 2020/21 розпочав у складі «Ланса», до якого приєднався також на орендних умовах.
31 січня 2023 року підписав контракт з іншим клубом Ліги 1 — «Монпельє».

## Виступи за збірну
2011 року дебютував в офіційних матчах у складі національної збірної Гвінеї.
У складі збірної був учасником розіграшів Кубка африканських націй 2015 року в Екваторіальній Гвінеї та Кубка африканських націй 2019 року в Єгипті. На обох континентальних першостях був гравцем основного складу гвінейців.